# Меры пресечения
Ме́ры пресече́ния — в уголовно-процессуальном праве: принудительные меры, временно ограничивающие права личности, применяемые органами дознания, следователем и судом к обвиняемым, в исключительных случаях к подозреваемым при наличии предусмотренных в законе оснований с целью лишить их возможности скрыться от дознания, предварительного следствия и суда, воспрепятствовать установлению истины по делу или продолжить преступную деятельность, а также для обеспечения исполнения приговора.
Согласно УПК РФ к мерам пресечения относятся:
1. подписка о невыезде и надлежащем поведении;
2. личное поручительство;
3. наблюдение командования воинской части;
4. присмотр за несовершеннолетним обвиняемым;
5. залог;
6. домашний арест;
7. заключение под стражу;
8. запрет определённых действий.

В современном периоде меры пресечения выделяются среди других мер процессуального принуждения следующими признаками:
1. Меры пресечения применяются только к обвиняемому и в исключительных случаях к подозреваемому, в то время как иные меры принуждения могут применяться к достаточно широкому кругу участников процесса (свидетелю, потерпевшему, владельцу арестовываемого имущества и т. д.).
2. Содержание мер пресечения состоит в том, что они на довольно длительный период ограничивают личную свободу обвиняемого (свободу передвижения, общения, совершения определенных действий). Иногда ограничение личной свободы доходит до изоляции от общества (домашний арест, заключение под стражу).
3. Меры пресечения применяются со строго определенными целями — пресечь возможные процессуальные нарушения со стороны обвиняемого: а) его сокрытие от органов, ведущих производство; б) продолжение им преступной деятельности; в) воспрепятствование с его стороны установлению обстоятельств дела; г) обеспечение исполнения приговора (ст. 97 УПК).
Мера пресечения должна применяться к обвиняемому, реже — подозреваемому лишь при наличии специально оговоренных в законе оснований, указанных выше, а также с учетом таких обстоятельств, как тяжесть предъявленного обвинения, данные о личности: возраст, состояние здоровья, семейное положение, род занятий и другие обстоятельства (ст.99 УПК РФ). При отсутствии необходимости применения меры пресечения у подозреваемого или обвиняемого отбирается обязательство о явке (ст. 112 УПК РФ).
По виду принуждения меры пресечения делятся:
- 1) физически-принудительные;
- 2) психологически-принудительные.